# Мари Гајо
Мари Гајо (фр. Marie Gayot; Ремс, 18. децембар 1989) је француска атлетичарка, специјалиста за трчање на 400 метара.

## Каријера
Године 2007. постала је јуниорска национална првакиња на 400 метара на отвореном и у дворани. Исте године учествује на Европском првенству за јуниоре у Хенгелу, где је на 400 м била пета, а у штафети 4 х 400 метара четврта.
У марту 2011, Мари Гајо је освојила бронзану медаљу са штафетом 4 х 400 м на Европском првенству у дворани у Паризу, резултатом 3:32,16. Поред ње у штафети су биле Мирјел Ертис-Уери, Летисја Дени и Флорија Геј. Победиле су штафете Русије и Уједињеног Краљевства..
Почетком 2012. на митингу Фемина у Француској победила је на 400 метара резултатом 53,71. На Првенству Француске у дворани 2012, постала је првак Француске у дворани у времену 53,16 секунди.
Дана 7. јуна 2012, на свом првом учешћу да такмичењу Дијамантске лиге у Ослу, завршила је као седма на 400 метара у 52,47.
На Европско првенстви 2012. у Хелсинкију освојила је сребрну медаљу са штафетом 4 х 400 м у времену од 3:25,49, иза штафете Украјине. Ова штафета у истом саставу учествовала је на Олимпијским играма 2012. у Лондону и заузела шесто место.